# 出雲村田製作所
株式会社出雲村田製作所（いずもむらたせいさくしょ）は、島根県出雲市斐川町上直江に本社を置く電気機器メーカー。村田製作所グループの一つ。

## 概要
- 本社所在地：島根県出雲市斐川町上直江2308番地
- イワミ工場

〒694-0064 島根県大田市大田町大田イ795番地1

## 沿革
- 1983年（昭和58年）8月：会社設立
- 1984年（昭和59年）4月：操業開始
- 1995年（平成7年）11月：TPM優秀賞第1類受賞
- 2006年（平成18年）1月：中国経済産業局長官表彰 (エネルギー管理優良工場)
- 2008年（平成20年）1月：資源エネルギー長官表彰 (エネルギー管理優良工場)
- 2009年（平成21年）10月：経済産業大臣表彰 (緑化優良工場)
- 2012年（平成24年）3月：島根県民いきいき奨励賞受賞
- 2020年（令和2年）4月1日　イワミ村田製作所が出雲村田製作所に吸収合併される